# Towednack
Koordinaten: 50° 11′ N, 5° 31′ W
| \| Towednack \|    |
| Lage von Towednack |
| Towednack          |

| Towednack |

Towednack ist ein Ort und eine Gemeinde im ehemaligen District Penwith der Grafschaft Cornwall in England. Die Gemeinde grenzt im Westen an Zennor, im Süden an Gulval, im Norden an St Ives und im Osten an die Gemeinde Ludgvan. Der Ort liegt etwa 9 km nördlich von Penzance. In Towednack soll im Jahre 1678 der letzte Gottesdienst in kornischer Sprache stattgefunden haben.
Die Gemeinde ist auch die Heimat des Computerspielentwicklers Colin Garbutt, der das Windows-Spiel Kye erfand.

## Weblinks

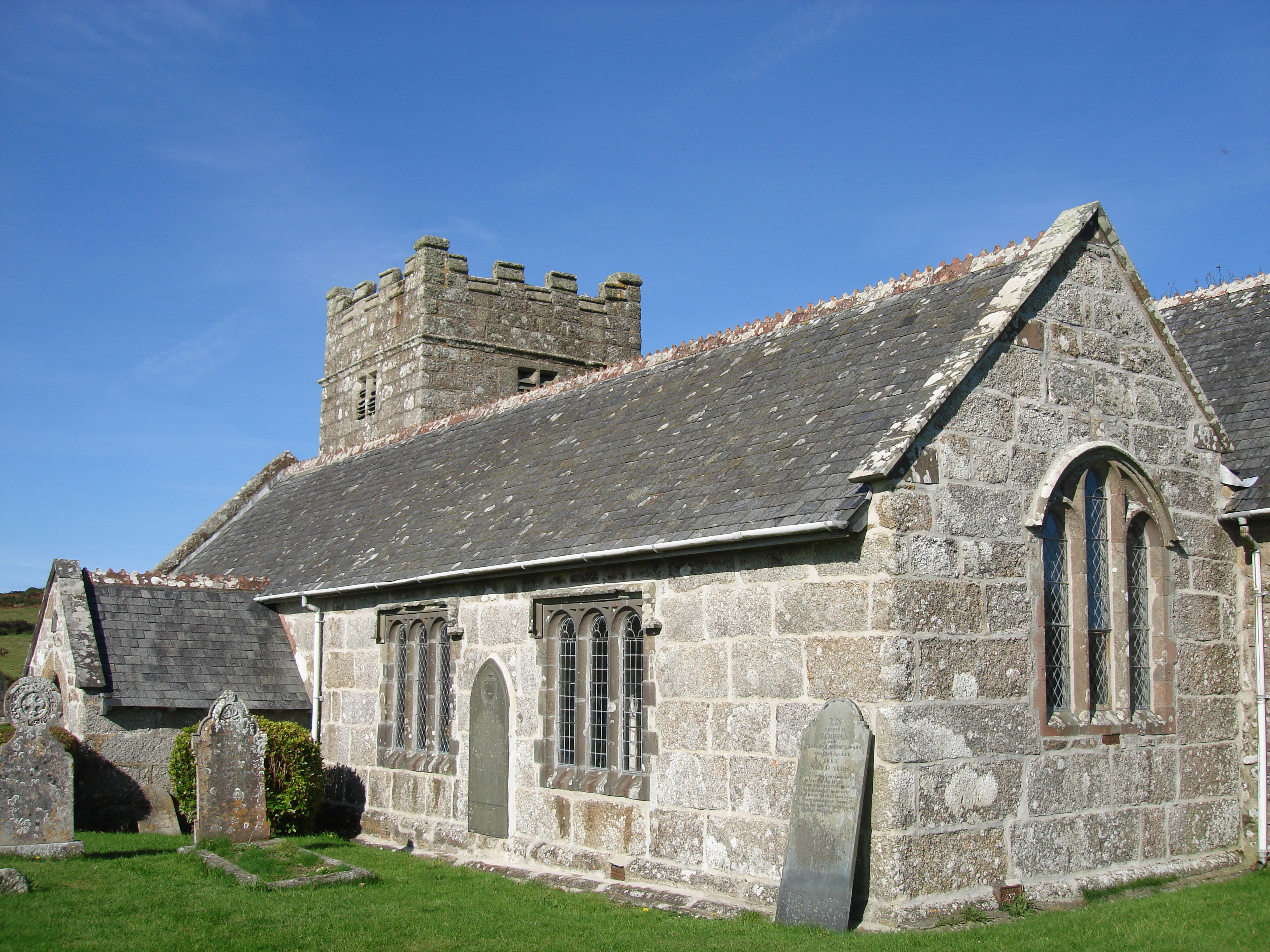
Die Sankt Tewennochs-Kirche